# Campionati del mondo di ciclismo su pista 2021 - Corsa a eliminazione maschile
La gara di corsa a eliminazione maschile ai campionati del mondo di ciclismo su pista si svolse il 24 ottobre 2021.

## Podio
| Pos.    | Atleta           | Nazionalità           |
| ------- | ---------------- | --------------------- |
| Oro     | Elia Viviani     | Italia                |
| Argento | Iúri Leitão      | Portogallo            |
| Bronzo  | Sergej Rostovcev | Fed. Ciclistica Russa |

## Risultati
| Posizione | Atleta                 | Nazione               |
| --------- | ---------------------- | --------------------- |
| 1         | Elia Viviani           | Italia                |
| 2         | Iúri Leitão            | Portogallo            |
| 3         | Sergej Rostovcev       | Fed. Ciclistica Russa |
| 4         | Donavan Grondin        | Francia               |
| 5         | Jules Hesters          | Belgio                |
| 6         | Ethan Vernon           | Gran Bretagna         |
| 7         | Erik Martorell         | Spagna                |
| 8         | Gavin Hoover           | Stati Uniti           |
| 9         | Rotem Tene             | Israele               |
| 10        | Yacine Chalel          | Algeria               |
| 11        | Jan Voneš              | Rep. Ceca             |
| 12        | Tobias Hansen          | Danimarca             |
| 13        | Roman Gladyš           | Ucraina               |
| 14        | Jordan Parra           | Colombia              |
| 15        | Jaŭhen Karalëk         | Bielorussia           |
| 16        | Theo Reinhardt         | Germania              |
| 17        | Akil Campbell          | Trinidad e Tobago     |
| 18        | Eiya Hashimoto         | Giappone              |
| 19        | José Muñiz             | Messico               |
| 20        | Facundo Lezica         | Argentina             |
| 21        | Maximilian Schmidbauer | Austria               |
| 22        | Claudio Imhof          | Svizzera              |